# کمال رئیس
کمال رئیس یکی از سرشناس‌ترین دریاسالاران امپراتوری عثمانی بود. او همچنین عموی پیری رئیس، دریاسالار و نقشه‌کش نامی عثمانی، بود که کمال را در بیشتر سفرهای دریایی همراهی می‌کرد.

## اوایل زندگی و حرفه

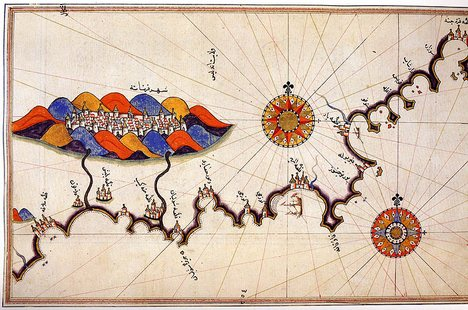
نقشه گرانادا که توسط پیری رئیس، برادر زاده کمال رئیس، در قرن ۱۵ میلادی کشیده شده‌است.

کمال رئیس در سال ۱۴۵۱ در شهر گالیپولی واقع در ساحل دریای اژه در امپراتوری عثمانی متولد شد. نام اصلی او احمد کمال الدین بود. پدر او علی نام داشت و اهل قرامان بود. مردم اروپا به ویژه ایتالیایی‌ها و اسپانیایی‌ها او را با نام‌های Camali و Camalicchio می‌شناسند.

### خدمت برای کشتی‌های اسپانیایی
کمال رئیس حرفه خود را به عنوان فرمانده با خدمت در کشتی‌های سانجاک بی، حاکم ایالت ایریبوز (ترکی: Eğriboz، وابیه امروزی) که در آن دوران تحت سلطه امپراتوری عثمانی بود آغاز کرد. در سال ۱۴۸۷ میلادی بایزید دوم، سلطان عثمانی، کمال رئیس را مأمور حفاظت از سرزمین‌های امیر ابوعبدالله، حاکم گرانادا، کرد. در آن دوران گرانادا یکی از آخرین سرزمین‌های بازمانده مسلمانان در اسپانیا بود. کمال رئیس به همراه لشکر عثمانی به مالاگا لشکر کشی کرد و این شهر و توابع آن را تصرف کرد. بعد از تصرف گرانادا او جزایر بالئاری و کرس را نیز تصرف کرد و سپس به منطقه پیزا در ایتالیا لشکرکشی کرد. بعد از این وقایع او چندین بار به اندلس رفت و مسلمانان و یهودی‌هایی را که از دست آزار و اذیت مسیحیان اسپانیا فرار می‌کردند را به مناطقی از امپراتوری عثمانی که از این افراد استقبال می‌کردند انتقال داد. این مسلمانان و یهودیان با معرفی ابزار، صنایع و علوم جدید به عثمانی‌ها در قدرتمند تر شدن این امپراتوری نقش بزرگی ایفا کردند. کامل رئیس باردیگر نیروهای خود را به آندلس انتقال داد و با بمباران بنادر الچه، آلمریا و مالاگا سعی کرد تا از پیشروی لشکر اسپانیایی جلوگیری کند.

## دریاسالاری ناوگان امپراتوری عثمانی

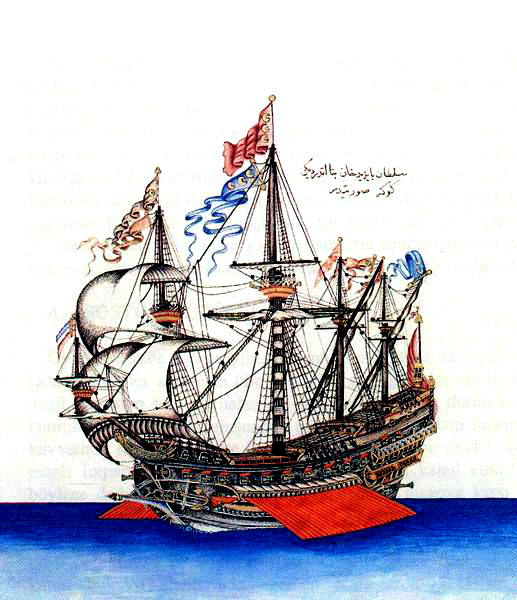
کشتی آسمان (ترکی: Göke) که متعلق به کمال رئیس بود. ۱۴۹۵

در سال ۱۴۹۵ میلادی کمال رئیس به فرمان سلطان بایزید دوم به عنوان دریاسالار نیروی دریایی عثمانی منصوب شد. بدین ترتیب کمال رئیس فرمانده کشتی بزرگ گوک شد. این کشتی توانایی حمل ۷۰۰ سرباز را داشت همچنین مجهز به پیشرفته‌ترین توپ‌های جنگی آن دوران بود. در آن دوران دو کشتی به این بزرگی وجود داشت که یکی متعلق به کمال رئیس و دبگری مال بوراک رئیس بود. در اکتبر ۱۴۹۶ ارتشی متشکل از ۱۰ کشتی و به فرماندهی کمال رئیس قسطنطنیه را به مقصد خلیج تارانتو ترک کرد. او در ژانویه ۱۴۹۷ به مسینیا رسید و چند کشتی ونیزی را در دریای یونان گرفت به همراه محموله‌هایشان به وابیه برد. در مارس ۱۴۹۷ سلطان بایزید دوم کمال را مأمور محافظت از غنائمی کرد که به شهرهای مذهبی مکه و مدینه فرستاده می‌شدند. این غنائم طی جنگ‌های عثمانی با شوالیه‌های سنت جان در جزیره رودس بود. (در سال ۱۵۲۲ عثمانی به رودس لشکر کشی کرد شوالیه‌های سنت جان را به صورت مسالمت‌آمیز از این جزیره بیرون کرد) در ژوئن ۱۴۹۷ او دو کشتی دیگر نیز از سلطان دریافت کرد و در ماه ژوئیه جزیره خیوس را به عنوان پایگاه نیروهای تحت امر خود در دریای اژه انتخاب کرد تا در مقابل هجوم کشتی‌های ونیزی و شوالیه‌های سنت جان مقاومت کنند. او در ژوئیه ۱۴۹۸ کشتی ۳۰۰ مسلمان که به مکه می‌رفتند را به الرشید مصر رساند. این افراد همراه خود ۴۰۰٬۰۰۰ سکه طلا داشتند که سلطان بایزید دوم برای امیر ممالیک مصری فرستاده بود

## جنگ‌های عثمانی-ونیزی

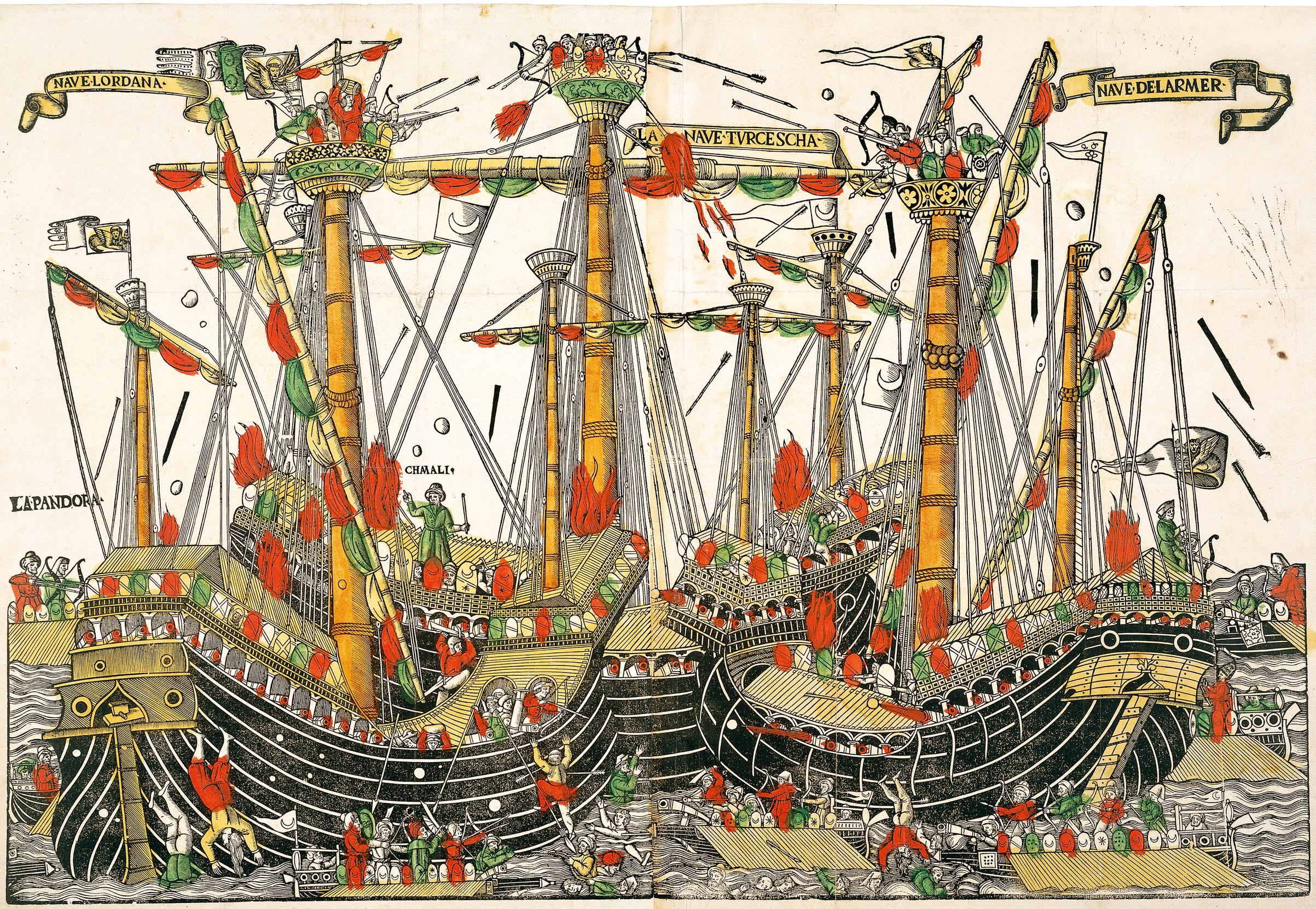
نبرد زونچیو ۱۴۹۹

در ژانویه ۱۴۹۹ به همراه ۱۴ کشتی قسطنطنیه را ترک کرد و در بین راه ناوگان دیگری از ارتش عثمانی به او پیوستند این ناوگان عازم جنگ بزرگی بودند که بین امپراتوری عثمانی و جمهوری ونیز درگرفته بود. ناوگان عثمانی متشکل از ۶۷ کشتی بزرگ، ۲۰ کشتی بادبانی و ۲۰۰ کشتی پارویی بود. در اوت ۱۴۹۹ با درگیری قوای عثمانی به فرماندهی کمال رئیس و قوای ونیزی به فرماندهی آنتونیو گریمانی نبرد زونچیو شکل گرفت از این جنگ با عنوان جنگ اول لپانتو نیز یاد می‌شود این جنگ یکی از درگیری‌های جنگ عثمانی و ونیز بود که از سال ۱۴۹۹ تا ۱۵۰۳ ادامه داشت. این اولین بازی بود که در یک جنگ از توپ در کشتی استفاده می‌شد. طی این نبرد کمال رئیس کشتی یکی از فرماندهان سرشناس ونیزی را غرق و آنتونیو گریمانی را دستگیر کرد. بعد از پیروزی عثمانی در این نبرد سلطان بایزید دوم دو عدد از کشتی‌های ونیزی غرامت گرفته شده را به کمال رئیس بخشید.
در دسامبر ۱۴۹۹ ناوگان ونیزی به امید بازپس‌گیری قلمرو از دست رفته خود در دریای یونان به لپانتو (نافپاکتوس امروزی) حمله کرد؛ ولی قوای کمال رئیس به لپانتو رفت و آن را بازگرفت این ناوگان از آوریل تا می ۱۵۰۰ در این شهر ساکن بود و خسارات وارده به آن توسط ۱۵ هزار کارگر عثمانی در آنجا حضور داشتند تعمیر شد. کمال بار دیگر در اوت ۱۵۰۰ با ناوگان ونیزی در نبرد مودون درگیر شد این جنگ با عنوان جنگ دوم لپانتو نیز شناخته می‌شود. او در این جنگ مودون را از طریق دریا بمباران کرد و موفق شد آن را تصرف کند. طی نبرد مودون ارتش عثمانی موفق شد اکثر سرزمین‌های یونانی ونیز را تصرف کند. پس از این جنگ سواره نظام عثمانی به سمت شمال ایتالیا تاخت و در سال ۱۵۰۳ ونیز مجبور به صلح با عثمانی شد.

## عملیات در غرب مدیترانه و اقیانوس اطلس
کمال رئیس در ژوئیه ۱۵۰۱ به همراه برادر زاده خود، پیری رئیس، به دریای تیرنی رفت و درآنجا با کشتی‌های نیروی دریایی ایالات پاپی که تحت فرماندهی چزاره بورجیا بودند درگیر شد. او در اوت ۱۵۰۱ به اسپانیا رفت و ۷ کشتی اسپانیایی را در ساحل والنسیا گرفت. او در این کشتی‌ها دست نوشته و سنگ سیاه عجیبی پیدا کرد و خدمه به اسارت گرفته شده کشتی به او گفتند که این لوازم متعلق به سرزمین جدیدی است که در غرب اقیانوس اطلس کشف شده یکی از این خدمه‌ها به او گفت که سه بار توسط کشتی‌های کریستف کلمب به این سرزمین سفر کرده‌است. این لوازم و اطلاعات گرفته شده از ملوانان یکی از منابع اصلی نقشه پیری رئیس بود که توسط پیری رئیس، برادرزاده کمال رئیس، در سال ۱۵۱۳ رسم شد.

## مرگ
کمال رئیس تا سال ۱۵۰۹ چندین بار با کشتی‌های اروپایی در دریای تیرنی در گیر شد و در اواخر این سال به گالیپولی برگشت. در اوایل سال ۱۵۱۱ کشتی کمال رئیس و ۲۷ کشتی دیگر عثمانی هنگام عبور از دریای یونان دچار طوفان شدند و کمال رئیس و افرادش در این طوفان کشته شدند.